# Dunai gőte
A dunai gőte (Triturus dobrogicus) a kétéltűek (Amphibia) osztályának farkos kétéltűek (Caudata) rendjébe, ezen belül a szalamandrafélék (Salamandridae) családjába tartozó faj. Korábban a közönséges tarajosgőte (Triturus cristatus) alfajaként tartották számon.
A kétéltűek közül az egyik legnagyobb természeti értékű faj.

## Előfordulása
Ausztria, Bosznia-Hercegovina, Bulgária, Horvátország, Csehország, Magyarország, Moldova, Montenegró, Románia, Szerbia, Szlovákia és Ukrajna területén honos. Síkvidéki nedves bokrosok, erdőszélek és ligetek lakója. A Duna és Tisza folyók mentén, az Alföld több helyén, a Dunántúli-középhegységben, a Soproni-hegységben és Dél-Dunántúlon, ártereken fordul elő többnyire holtágakban és kubikgödrökben. Akár lakott területeken is megjelenhet.

## Megjelenése
Mérete 13–16 centiméter közötti. Megjelenésében karcsúbb testű, mint a tarajos gőte és a hímek taraja és háta is világosabb színű. Testéhez képest feje kicsinek és lábai rövidnek tűnnek. Hátszíne zöldes-barnás árnyalat között váltakozik. Az arcon, a testen, a has és az oldalak határán fehér pettyezést visel. Jellegzetes taraja a fejének közepétől egészen a farkáig ér és szakadozottsága a háta közepén átvált sima élre. A nőstények robusztusak, sötétebbek, mint a hímek. Más gőtéinkhez hasonlóan, a dunai gőte nőstényei sem viselnek tarajt.

## Életmódja
Életmódjának aktív szakasza márciustól novemberig tart. Tavasszal a telelőhelyét elhagyja és a szaporodási helyére vonul. A párzás április, május hónapokban történik és elhúzódhat júniusig. Tápláléka férgekből, csigákból és ízeltlábúakból, valamint azok lárváiból áll.  A kifejlett állatok elhagyják a vizet és telelni októberben vonulnak.

## Szaporodása
Nászidőszakban a farka közepén fehéres kékes árnyalat figyelhető meg. A nőstény 200-400 petét rak. A lárvák két és fél hét után kelnek ki, 3 hónap múlva alakulnak kifejlett állattá és elhagyják a vizet.